# Koningsdam (schip, 2016)
De Koningsdam is een Nederlands cruiseschip dat vaart voor de Holland-Amerika Lijn. Het is het eerste schip uit de Pinnacle klasse. De gegeven naam is ter ere van koning Willem-Alexander, de eerste Nederlandse koning sinds meer dan honderd jaar.
De Koningsdam vertrok op 8 april 2016 vanuit Civitavecchia in Italië voor zijn maidentrip.

## Enkele details
Het schip beslaat 12 dekken. De grootte van de hutten varieert van 16 tot 90 m², exclusief veranda of balkon. Voor het luxueuze interieur van het schip tekenden de ontwerpers en architecten Adam D. Tihany en Bjørn Storbraaten, die beiden ook de stuwende krachten waren betreffende het interieur van de Nieuw Amsterdam en de Eurodam. Koningsdam is een verlengde en uitgebreide versie van de Vista-class, waar Holland America Line een aantal schepen van heeft.
Koningsdam is het grootste schip in de vloot van Holland America Line, en het grootste schip in de geschiedenis van de rederij.

## Maidentrip
Koningsdam begon zijn maidentrip vanuit Civitavecchia richting Rotterdam daar waar zijn doping plaatsvond door koningin Maxima op 20 mei 2016. De directie van Holland America Line ging ook mee aan boord.